# Kappa Capricorni
Désignations
Kappa Capricorni (κ Cap / κ Capricorni) est une étoile géante de la constellation zodiacale du Capricorne. Elle est visible à l'œil nu avec une magnitude apparente de 4,73. L'étoile présente une parallaxe annuelle de 10,70 mas telle que mesurée par le satellite Gaia, ce qui permet d'en déduire qu'elle est distante d'environ ∼ 305 a.l. (∼ 93,5 pc) de la Terre.
Kappa Capricorni est une étoile géante jaune de type spectral G8 III qui est âgée d'environ 1,2 milliard d'années. Il y a 91 % de chance qu'elle soit sur la branche horizontale et seulement 9 % de chance qu'elle soit sur la branche des géantes rouges. Elle est donc très probablement une étoile du red clump qui génère son énergie par la fusion de l'hélium dans son cœur.
L'étoile est estimée être 2,43 fois plus massive que le Soleil et elle s'est étendue jusqu'à ce que son rayon devienne 13,28 fois plus grand que le rayon solaire. Sa vitesse de rotation projetée est trop faible pour pouvoir être mesurée. L'étoile est 107 fois plus lumineuse que le Soleil et sa température de surface est de 5 096 K.